# Большеямне
Большея́мне (рос. Большеямное) — село у складі Юргинського округу Кемеровської області, Росія.
Стара назва — Велика Ямна.

## Населення
Населення — 410 осіб (2010; 387 у 2002).
Національний склад (станом на 2002 рік):
- росіяни — 88 %